# Шопино (городской округ Калуга)
Шопино — деревня в городском округе город Калуга Калужской области России.

## География
Деревня находится восточнее от впадения реки Угра в Оку, у юго-западной границы города Калуга, административного центра округа и области.

### Часовой пояс
Деревня Шопино, как и вся Калужская область, находится в часовой зоне МСК (московское время). Смещение применяемого времени относительно UTC составляет +3:00.

## Население
| 2002 | 2010  | 2022  |
| ---- | ----- | ----- |
| 2002 | ↘1976 | ↗2221 |

### Национальный состав
По данным переписи населения 2002 года, в национальной структуре населения русские составляли 93 % из 2002 чел.

## Улицы
| - ул. Васильковая, - ул. Воровая, - ул. Домославская, - пер. Животноводов, - ул. Кленовая, - пер. Кленовый, | - ул. Клочкова, - ул. Молодёжная, - пер. Молодёжный, - ул. Новая, - ул. Отрадная, - ул. Ромашковая, | - ул. Романовская, - пер. Романовский, - ул. Цветная, - ул. Центральная, - ул. Школьная, - ул. Шопинская. |